# جوزيف بيكر
جوزيف بيكر (بالفرنسية: Joseph Becker)‏ (و. 1743 – 1812 م) هو سياسي، من فرنسا، توفي عن عمر يناهز 69 عاماً.

## مناصب
تولى منصب عضو الجمعية الوطنية الفرنسية، وmember of the Council of Elders.